# Keira Walsh
Keira Walsh (Rochdale, 1997. április 8. –) Európa-bajnok angol női válogatott labdarúgó, a Chelsea középpályása.

## Pályafutása

### A válogatottban
Tagja volt a 2022-es hazai rendezésű Európa-bajnokságon aranyérmet szerzett válogatottnak.

## Sikerei

### Klubcsapatokban
Angol bajnok (1):
- Manchester City (1): 2016

 Angol kupagyőztes (3):
- Manchester City (3): 2017, 2019, 2020

 Angol ligakupa-győztes (4):
- Manchester City (4): 2014, 2016, 2019, 2022

### A válogatottban
Anglia
- Európa-bajnok: 2022
- SheBelieves-kupa győztes (1): 2019[2]